# Il sospetto (film 2012)
Il sospetto (Jagten) è un film del 2012 scritto, diretto e prodotto da Thomas Vinterberg.
Il film è stato presentato il 20 maggio 2012 al Festival di Cannes 2012, dove Mads Mikkelsen ha vinto il premio per la miglior interpretazione maschile.

## Trama
Lucas è un uomo danese di mezza età che, dopo la chiusura della scuola media/superiore nella quale lavorava, insegna come educatore nell'asilo nido del suo piccolo paese, nel quale è ben integrato e ha tanti amici. Separato, ha un figlio che vive con la ex moglie, e con il quale ha un buon rapporto (malgrado si sentano poco per ostruzionismo della ex). Un giorno all'asilo la piccola Klara, figlia del migliore amico di Lucas, costruisce un cuore di perline per Lucas, scrivendogli anche una lettera probabilmente "d'amore", ma una volta vistasi rifiutare dall'insegnante, nega di essere l'autrice del regalo. Poco dopo dice a Grethe, direttrice dell'asilo, di odiare Lucas, e descrive le sue parti intime in maniera inequivocabile, usando le parole pronunciate in precedenza a casa sua dagli amici del fratello, che stavano visionando materiale pornografico.
La direttrice, turbata dal sospetto di pedofilia, denuncia Lucas alle autorità che faranno partire le indagini per molestie sessuali ai danni della bambina, e ne causeranno l'arresto. Lucas viene considerato innocente per mancanza di prove e scarcerato. Tuttavia i compaesani non credono alla sua buona fede e lo aggrediscono ripetutamente, proibendogli l'accesso ai luoghi pubblici del paese, ammazzando la sua cagnolina Fanny (con la quale Klara era molto in sintonia) e provocandone il completo alienamento sociale. Dalla sua parte è rimasto soltanto un amico che non dubiterà mai di Lucas, e lo aiuterà con suo figlio Marcus, vittima anch'egli degli insulti da parte del resto della comunità.
Con il passare del tempo il padre di Klara, Theo, che prima degli avvenimenti era un grande amico di Lucas, comincia a dubitare della versione fornita dalla figlia, non ritenendo Lucas capace di una cosa del genere, e decide di rimettere tutto in discussione. I due finalmente si riappacificano, e di conseguenza Lucas viene reintegrato nella comunità. A distanza di un anno Marcus, che nel frattempo è andato ad abitare dal padre, compie l'età necessaria per acquisire il porto d'armi e va a caccia con gli adulti amici del padre. Sembra che tutto sia tornato alla normalità, e invece durante la battuta di caccia Lucas viene puntato da un fucile e mancato di poco: seppur innocente, il sospetto non sarà cancellato.

## Distribuzione
Il film è stato presentato in anteprima nel maggio 2012 in concorso al 65º Festival di Cannes, per poi venir distribuito in Italia da BiM Distribuzione nel novembre dello stesso anno.

## Accoglienza

### Pubblico
Il film ha incassato 15,6 milioni di dollari in tutto il mondo a fronte di un budget di 3,45 milioni.

### Critica
Sull'aggregatore Rotten Tomatoes il film ha ricevuto il 93% delle recensioni professionali positive con un voto medio di 6,7 su 10 basato su 134 critiche, mentre su Metacritic ha ottenuto un punteggio di 77 su 100 basato su 30 critiche.

## Riconoscimenti
- 2014 – Premio Oscar[7]
  - Candidatura come miglior film straniero
- 2014 – Golden Globe[8]
  - Candidatura come miglior film straniero
- 2013 – British Academy Film Award[9]
  - Candidatura per il miglior film non in lingua inglese a Thomas Vinterberg
- 2012 – Festival di Cannes[10][2]
  - Miglior interpretazione maschile a Mads Mikkelsen
  - Premio Vulcain al contributo tecnico a Charlotte Bruus Christensen
  - Candidatura per la Palma d'oro a Thomas Vinterberg
- 2012 – European Film Award[11][12][13]
  - Migliore sceneggiatura a Thomas Vinterberg e Tobias Lindholm
  - Candidatura per miglior film a Sisse Graum Jørgensen, Morten Kaufmann, Thomas Vinterberg
  - Candidatura per miglior regista a Thomas Vinterberg
  - Candidatura per miglior attore a Mads Mikkelsen
  - Candidatura per miglior montaggio a Janus Billeskov Jansen e Anne Østerud
- 2014 – Premio Goya[14]
  - Candidatura come miglior film europeo
- 2014 – Satellite Award[15]
  - Candidatura come Miglior film straniero
- 2012 – British Independent Film Award[16]
  - Miglior film straniero a Thomas Vinterberg
- 2012 – Vancouver International Film Festival
  - Premio del pubblico a Thomas Vinterberg
- 2013 – European Independent Film Critics Award[17]
  - Candidatura come miglior film
  - Candidatura per miglior regia a Thomas Vinterberg
  - Candidatura per miglior produttore a Sisse Graum Jørgensen, Morten Kaufmann, Thomas Vinterberg
  - Candidatura per miglior attore a Mads Mikkelsen
  - Candidatura per miglior sceneggiatura a Thomas Vinterberg e Tobias Lindholm
  - Candidatura per miglior fotografia a Charlotte Bruus Christensen
- 2014 – Independent Spirit Award[18]
  - Candidatura come miglior film straniero
- 2014 – Critics Choice Award[19]
  - Candidatura come miglior film straniero